# Monument naturel au Brésil
Pour les articles homonymes, voir Monument naturel.

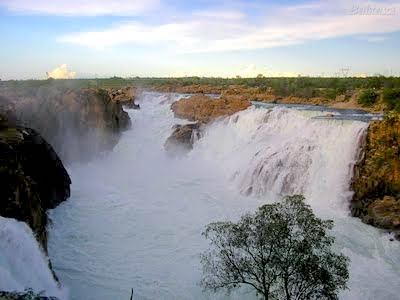
Chutes d'eau du Rio São Francisco dans l'état de Bahia (Paulo Afonso)

Un Monument naturel (portugais : Monumento natural) au Brésil est un type d'aire protégée définie par la loi 19/93 du 23 janvier 1993. Il a pour objectif la conservation de sites naturels considérés comme particulièrement uniques ou beaux. Ils peuvent se trouver sur une propriété privée tant que leur usage est compatible avec leur conservation. Le cas échéant, cette dernière peut faire l'objet d'une expropriation. Ils sont ouverts à la visite et des recherches scientifiques peuvent être menées avec la permission de l'agence responsable de leur gestion.

## Exemple
- Îles Cagarras